# Elkana (Bibel)
Elkana ist im Alten Testament der Name von acht oder neun Personen, von denen Elkana, der Vater des Propheten Samuel, die bekannteste ist.

## Etymologie
Der hebräische Personenname אֶלְקָנָה ’ælqānāh, deutsch ‚Elkana‘ ist ein Verbalsatzname, bestehend aus Subjekt und Prädikat. Subjekt und zugleich theophores Element ist אֶל ’æl „Gott“, das Prädikat leitet sich von der Verbwurzel קנה qnh „gründen / schaffen / erschaffen“ ab. Der Name bedeutet daher „Gott hat geschaffen“. Es handelt sich um einen Danknamen, der sich der Sprache der Schöpfung bedient. Der Name ist ebenfalls in anderen semitischen Sprachen belegt, nämlich assyrisch als Ilu-qa-na-a bzw. Qa-na-a-ilu und samaritanisch als ’Ilqāni.
Die Septuaginta gibt den Namen als Ελκανα Elkana wieder, die Vulgata als Helcana, der Samaritanische Pentateuch als ’Ilqāne.

## Elkana, Sohn Korachs
In Ex 6,24  ist Elkana der zweitälteste Sohn Korachs, seine Brüder sind Assir und Abiasaf.

## Elkana, Vater Samuels
In 1 Sam 1,1  (und ebenfalls in 1 Chr 6,12  und 19 ) ist Elkana der Vater des Propheten Samuel. Er ist Zufiter und stammt aus Ramatajim im Gebirge Efraim. Er ist ein Sohn Jerohams, des Sohnes Elihus, des Sohnes Tohus, des Sohnes Zufs.
Seine beiden Frauen heißen Hanna und Peninna, von denen Hanna zunächst keine Kinder bekommen kann, Peninna hingegen schon (1 Sam 1,2 ). Jedes Jahr zieht Elkana mit seinen Frauen nach Schilo. Dort wird Hanna wegen ihrer Kinderlosigkeit von Peninna gedemütigt. Schließlich wird Hanna doch schwanger (vgl. 1 Sam 1,19 ) und gebiert Samuel (1 Sam 1,20 ).  Als Samuel entwöhnt ist, bringen Elkana und Hanna ihn nach Schilo, wo er bei dem Priester Eli Dienst tut (1 Sam 2,11 ).

## Elkana, mehrere Leviten
Das Kapitel 1 Chr 6  enthält eine Genealogie des Stammes Levi. In ihm werden mehrere Leviten mit Namen Elkana genannt, deren Verhältnis zueinander unklar ist.
In 1 Chr 6,8  ist Elkana ein Sohn Assirs und Enkel Korachs, Vater Abiasafs und Großvater Assirs. In 1 Chr 6,22  wird Elkana nicht erwähnt, dort ist Assir ebenfalls der Sohn Abiasafs, aber nicht der Enkel Elkanas, sondern Korachs. Beiden Erwähnungen liegt vermutlich Ex 6,24  zugrunde, wo Assir, Elkana und Abiasaf als Söhne Korachs erwähnt werden.
In 1 Chr 6,10  wird Elkana als Vater von Amasai und Ahimat genannt, wobei diese Person offenbar mit derjenigen in 1 Chr 6,8  identisch sein soll. In 1 Chr 6,21  wird dies anders dargestellt. Der Elkana aus V. 21 ist nur mit dem aus V. 10 identisch, nicht aber mit dem aus V. 8, da dieser in der Abfolge Generationen in V. 22 übersprungen wird.
In 1 Chr 6,11  werden zwei Personen mit Namen Elkana erwähnt. Erstere soll offenbar mit derjenigen in 1 Chr 6,8  und 10  identisch sein, letztere ist Sohn der ersteren und wird ebenfalls in 1 Chr 6,20  erwähnt, wobei an dieser Stelle als Vater jedoch nicht Elkana, sondern Mahat angegeben ist.

## Elkana, Vater Asas
In 1 Chr 9,16  ist Elkana ein Levit und Vater Asas und Großvater Berechjas.

## Elkana, Anhänger König Davids
In 1 Chr 12,7  ist Elkana ein Benjaminiter und ein Unterstützer Davids in Ziklag.

## Elkana, Torwächter
In 1 Chr 15,23  ist Elkana neben Berechja einer der beiden Torwächter für die Lade.

## Elkana, „Zweiter nach dem König“
In 2 Chr 28,7  ist Elkana „Zweiter nach dem König“ unter Ahas.